# Ярмила Кратохвилова
Ярмила Кратохвилова (на чешки: Jarmila Kratochvílová) е състезателка по лека атлетика от Чехословакия.
Кратохвилова е чешка лекоатлетка, специализирала в спринта и бягането на средни разстояния. Двукратна световна шампионка на 400 m и 800 m през 1983 година. Сребърна медалистка от Олимпийските игри през 1980 г. на 400 m. Два пъти е обявена за спортист на годината в Чепословакия за постиженията си през 1981 и 1983 г. Действаща световна рекордьорка на 800 m с време 1:53:28.
Рекордът в момента е най-продължителният в леката атлетика – държи се от 26 юли 1983 г. Световна рекордьорка на 400 метра на закрито от 7 март 1982 г. (49,59 секунди) до 19 февруари 2023 г. Има втори резултат в историята на леката атлетика на дистанция 400 метра – 47,99.
Тренира известната бегачка Людмила Форманова.